# Чернявский, Сергей Владимирович
Сергей Владимирович Чернявский (род. 2 апреля 1976 года в Донецке) — советский и украинский велогонщик, серебряный медалист Олимпийских игр 2000.

## Биография
Сергей Чернявский учился до 7 класса в школе № 25, затем в специализированном училище олимпийского резерва в Броварах (Киевская область). Высшее образование получил в Винницком педуниверситете. Начал заниматься велоспортом ещё со школы. В 1989 году его включили в категорию «будущий олимпиец». В 1991 году, через пять лет после начала занятий велоспортом, Сергей стал мастером спорта СССР, а заслуженным мастером спорта — в 23 года.
В 1991 году, в Москве в трековой групповой гонке на последнем круге за 100 метров до финиша Чернявский шёл на второй позиции, и в это время у лидера произошло повреждение в колесе. Из-за столкновения с ним почти все участники попадали, некоторые получили переломы костей. А Чернявский пересёк финишную линию и стал победителем.
В 2001 году он завоевал первое место в командной гонке преследования на чемпионате мира в Антверпене вместе с Александром Феденко, Александром Симоненко и Любомиром Полатайко. На Олимпийских играх в Сиднее вместе с Александром Симоненко, Сергеем Матвеевым и Александром Феденко в командной гонке преследования завоевал серебряные награды.
Чернявский был рекордсменом мира на дистанции 4 км, преодолев её за 4 минуты 0,73 секунды. Скорость достигала 70 км/ч. Рекорд продержался полгода.
Помимо трековых гонок Чернявский участвовал и в шоссейных, в Италии неплохо выступал, особенно в 2001—2003 годах на дистанции 200 км. На Украине — в основном на 150—160 км.
Чернявский перестал выступать на соревнованиях в 2005 году. После окончания карьеры стал преподавателем физвоспитания и спорта на кафедре физвоспитания педуниверситета. Сын Сергея Чернявского, Андрей, пошёл по стопам отца, в 2012 году стал чемпионом Украины среди юниоров.
В 2000 году был награждён Орденом «За заслуги» III степени (06.10.2000)